# 1. Fußballclub Union Berlin 1999-2000
Questa voce raccoglie le informazioni riguardanti il 1. Fußballclub Union Berlin nelle competizioni ufficiali della stagione 1999-2000.

## Stagione
Nella stagione 1999-2000 l'Union Berlino, allenato da Georgi Vasilev, concluse il campionato di Regionalliga nordest al 1º posto, perse lo spareggio promozione intergirone con l'Osnabrück, vinse il triangolare promozione con Pfullendorf e LR Ahlen e fu promosso in 2. Bundesliga.

## Rosa
| N. |                     | Ruolo | Calciatore       |
| -- | ------------------- | ----- | ---------------- |
| 1  | Germania (bandiera) | P     | Kay Wehner       |
| 2  | Germania (bandiera) | D     | Gert Müller      |
| 3  | Germania (bandiera) | D     | Ronny Nikol      |
| 4  | Germania (bandiera) | D     | Steffen Menze    |
| 5  | Germania (bandiera) | D     | Jens Härtel      |
| 6  | Nigeria (bandiera)  | C     | Chibuike Okeke   |
| 7  | Germania (bandiera) | C     | Ingolf Schneider |
| 8  | Germania (bandiera) | C     | Jens-Uwe Zöphel  |
| 9  | Austria (bandiera)  | C     | Michael Zechner  |
| 10 | Ungheria (bandiera) | A     | Levente Bozsik   |
| 11 | Germania (bandiera) | D     | Daniel Ernemann  |
| 12 | Brasile (bandiera)  | A     | Fabio de Souza   |
| 13 | Germania (bandiera) | A     | Georg Froese     |

| N. |                      | Ruolo | Calciatore              |
| -- | -------------------- | ----- | ----------------------- |
| 14 | Germania (bandiera)  | D     | Lars Heller             |
| 15 | Germania (bandiera)  | C     | Mathias Hein            |
| 16 | Bulgaria (bandiera)  | C     | Hristo Koilov           |
| 17 | Germania (bandiera)  | P     | René Finger             |
| 18 | Italia (bandiera)    | C     | Vittorio Mattera-Iacono |
| 19 | Rep. Ceca (bandiera) | C     | Jiří Balcárek           |
| 20 | Germania (bandiera)  | P     | Robert Wulnikowski      |
| 21 | Bulgaria (bandiera)  | D     | Adalbert Zafirov        |
| 22 | Bulgaria (bandiera)  | A     | Ivajlo Andonov          |
| 23 | Bulgaria (bandiera)  | A     | Dion Popov              |
| 24 | Lituania (bandiera)  | C     | Aidas Preiksaitis       |
| 25 | Germania (bandiera)  | C     | Jörg Schwanke           |
| 33 | Germania (bandiera)  | D     | Tom Persich             |

## Organigramma societario
Area tecnica
- Allenatore: Georgi Vasilev
- Allenatore in seconda: Ivan Tishanski
- Preparatore dei portieri:
- Preparatori atletici:
- Analisi video:

## Calciomercato

### Sessione estiva
| Acquisti | Acquisti                | Acquisti        | Acquisti |
| R.       | Nome                    | da              | Modalità |
| -------- | ----------------------- | --------------- | -------- |
| A        | Ivajlo Andonov          | Lokomotiv Sofia |          |
| C        | Jiří Balcárek           | Sigma Olomouc   |          |
| D        | Daniel Ernemann         | Augusta         |          |
| A        | Fabio de Souza          | Spandauer       |          |
| P        | René Finger             | LFC Berlino     |          |
| C        | Markus Kernal           | Homburg         |          |
| C        | Hristo Koilov           | Lucerna         |          |
| C        | Vittorio Mattera-Iacono | LFC Berlino     |          |
| P        | Kay Wehner              | Energie Cottbus |          |
| P        | Robert Wulnikowski      | Schalke 04      |          |
| D        | Adalbert Zafirov        | CSKA Sofia      |          |
| C        | Michael Zechner         | St. Pölten      |          |
| C        | Jens-Uwe Zöphel         | Energie Cottbus |          |

| Cessioni | Cessioni           | Cessioni         | Cessioni |
| R.       | Nome               | a                | Modalità |
| -------- | ------------------ | ---------------- | -------- |
| C        | Daniel Petrowsky   | Dinamo Dresda    |          |
| D        | David Bergner      | Sachsen Lipsia   |          |
| C        | Arijan Berisha     | VfL Halle 1896   |          |
| A        | Thorsten Boer      | BFC Dynamo       |          |
| P        | Oskar Kosche       | Babelsberg       |          |
| A        | Vanco Micevski     | Pobeda           |          |
| C        | Denis Novacic      | Croatia Berlino  |          |
| C        | Michael Oelkuch    | Waldhof Mannheim |          |
| A        | Norman Struck      | BFC Dynamo       |          |
| P        | Nico Thomaschewski | BFC Dynamo       |          |
| C        | Jan Walle          | VfL Halle 1896   |          |

### Sessione invernale
| Acquisti | Acquisti          | Acquisti       | Acquisti |
| R.       | Nome              | da             | Modalità |
| -------- | ----------------- | -------------- | -------- |
| C        | Aidas Preiksaitis | Stomil Olsztyn |          |

| Cessioni | Cessioni      | Cessioni     | Cessioni |
| R.       | Nome          | a            | Modalità |
| -------- | ------------- | ------------ | -------- |
| C        | Markus Kernal | Uerdingen 05 |          |

## Risultati

### Regionalliga nordest

#### Girone di andata
| Arbitro: | Schößling |

|  |           |           |
|  | Marcatori | 27’ Menze |

| Arbitro: | Melms |

|           |           |  |
| Nikol 65’ | Marcatori |  |

| Arbitro: | Cyrklaff |

|           |           |             |
| Sadlo 53’ | Marcatori | 82’ Andonov |

| Arbitro: | Reimer |

|              |           |            |
| Ernemann 13’ | Marcatori | 83’ Müller |

| Lipsia 28 agosto 1999, ore 14:00 CEST 5ª giornata | Sachsen Lipsia | 0 – 0 referto | Union Berlino | Alfred-Kunze-Sportpark (5 467 spett.)\| Arbitro: \| Pleßke \| |
| Arbitro:                                          | Pleßke         |               |               |                                                               |

| Arbitro: | Häcker |

|                  |           |  |
| Kunze 40’ (aut.) | Marcatori |  |

| Arbitro: | Wehnert |

|            |           |          |
| Spasov 35’ | Marcatori | 9’ Nikol |

| Arbitro: | Weise |

|           |           |             |
| Popov 82’ | Marcatori | 68’ Kirsten |

| Arbitro: | Bley |

|  |           |             |
|  | Marcatori | 84’ Persich |

| Arbitro: | Koop |

|                                               |           |          |
| Balcárek 26’ Andonov 76’ Härtel 79’ Popov 88’ | Marcatori | 77’ März |

| Arbitro: | Kokel |

|                                         |           |              |
| Zechner 4’ (rig.) Andonov 20’ Menze 50’ | Marcatori | 39’ Backasch |

| Arbitro: | Sather |

|  |           |                                           |
|  | Marcatori | 22’ Andonov 50’ (rig.) Zechner 90’ Koilov |

| Arbitro: | Jauch |

|           |           |  |
| Menze 44’ | Marcatori |  |

| Arbitro: | Heynemann |

|                |           |                           |
| Reich 30’, 85’ | Marcatori | 21’ Nikol 74’, 77’ Härtel |

| Arbitro: | Sax |

|             |           |                       |
| Andonov 72’ | Marcatori | 78’ (rig.), 84’ Boban |

| Arbitro: | Koop |

|           |           |                       |
| Röper 58’ | Marcatori | 67’ Menze 81’ Zafirov |

| Arbitro: | Dittrich |

|                                  |           |  |
| Koilov 19’ Menze 35’ Persich 90’ | Marcatori |  |

#### Girone di ritorno
| Arbitro: | Reck |

|                                   |           |  |
| Koilov 9’ Härtel 55’ Balcárek 77’ | Marcatori |  |

| Arbitro: | Sather |

|  |           |            |
|  | Marcatori | 18’ Koilov |

| Arbitro: | Bley |

|                        |           |                             |
| Zechner 18’ Härtel 58’ | Marcatori | 65’ (aut.) Koilov 90’ Sadlo |

| Arbitro: | Häcker |

|                                  |           |  |
| Hanke 6’ Müller 31’ Schröter 60’ | Marcatori |  |

| Arbitro: | Weise |

|           |           |               |
| Menze 87’ | Marcatori | 90’ Schiemann |

| Arbitro: | Jauch |

|  |           |             |
|  | Marcatori | 56’ Andonov |

| Arbitro: | Schößling |

|                       |           |  |
| Zafirov 35’ Menze 70’ | Marcatori |  |

| Arbitro: | Wack |

|                       |           |            |
| Terjek 78’ Sionko 80’ | Marcatori | 11’ Koilov |

| Arbitro: | Wehnert |

|                            |           |  |
| Härtel 60’ Preiksaitis 61’ | Marcatori |  |

| Arbitro: | Koop |

|  |           |            |
|  | Marcatori | 73’ Zöphel |

| Arbitro: | Sather |

|  |           |           |
|  | Marcatori | 51’ Menze |

| Arbitro: | Robel |

|                       |           |             |
| Zöphel 28’ Härtel 88’ | Marcatori | 31’ Petzold |

| Arbitro: | Kruse |

|            |           |                |
| Bustos 23’ | Marcatori | 53’, 56’ Menze |

| Berlino 5 maggio 2000, ore 18:00 CEST 31ª giornata | Union Berlino | 0 – 0 referto | VfB Lipsia | Stadio An der Alten Försterei (4 430 spett.)\| Arbitro: \| Voigt \| |
| Arbitro:                                           | Voigt         |               |            |                                                                     |

| Arbitro: | Binkowski |

|  |           |                        |
|  | Marcatori | 22’ Härtel 44’ Zechner |

| Arbitro: | Zschoke |

|                                  |           |                       |
| Balcárek 1’ Menze 9’ (rig.), 25’ | Marcatori | 15’ Schmidt 33’ Papić |

| Arbitro: | Cyrklaff |

|  |           |            |
|  | Marcatori | 9’ Andonov |

### Spareggio promozione intergirone
| Arbitro: | Berg |

|                 |           |             |
| Preiksaitis 68’ | Marcatori | 43’ Schütte |

| Arbitro: | Aust |

|                                                                                 |                      |                                                                             |
| Claaßen 44’                                                                     | Marcatori            | 12’ Härtel                                                                  |
| Weiland Claaßen Schiersand Vural Janiak Enochs Schütte Spork Hartenberger Brunn | Tiri di rigore 8 – 7 | Zechner Balcárek Preiksaitis Nikol Koilov Persich Okeke Härtel Menze Wehner |

### Triangolare promozione
| 1º giugno 2000 1ª giornata |  | – turno di riposo |  |  |

| Arbitro: | Kemmling |

|                                  |           |          |
| Persich 45’ Okeke 74’ Bozsik 90’ | Marcatori | 70’ Fall |

| Arbitro: | Strampe |

|                      |           |            |
| Krohm 55’ Canale 79’ | Marcatori | 54’ Koilov |

## Statistiche

### Statistiche di squadra
| Competizione         | Punti | In casa | In casa | In casa | In casa | In casa | In casa | In trasferta | In trasferta | In trasferta | In trasferta | In trasferta | In trasferta | Totale | Totale | Totale | Totale | Totale | Totale | DR  |
| Competizione         | Punti | G       | V       | N       | P       | Gf      | Gs      | G            | V            | N            | P            | Gf           | Gs           | G      | V      | N      | P      | Gf     | Gs     | DR  |
| -------------------- | ----- | ------- | ------- | ------- | ------- | ------- | ------- | ------------ | ------------ | ------------ | ------------ | ------------ | ------------ | ------ | ------ | ------ | ------ | ------ | ------ | --- |
| Regionalliga nordest | 77    | 17      | 11      | 5       | 1       | 31      | 12      | 17           | 12           | 3            | 2            | 22           | 11           | 34     | 23     | 8      | 3      | 53     | 23     | +30 |
| Spareggi             | -     | 2       | 1       | 1       | 0       | 4       | 2       | 2            | 0            | 1            | 1            | 2            | 3            | 4      | 1      | 2      | 1      | 6      | 5      | +1  |
| Totale               | 77    | 19      | 12      | 6       | 1       | 35      | 14      | 19           | 12           | 4            | 3            | 24           | 14           | 38     | 24     | 10     | 4      | 59     | 28     | +31 |

### Andamento in campionato
| Giornata  | 1 | 2 | 3 | 4 | 5 | 6 | 7 | 8 | 9 | 10 | 11 | 12 | 13 | 14 | 15 | 16 | 17 | 18 | 19 | 20 | 21 | 22 | 23 | 24 | 25 | 26 | 27 | 28 | 29 | 30 | 31 | 32 | 33 | 34 |
| --------- | - | - | - | - | - | - | - | - | - | -- | -- | -- | -- | -- | -- | -- | -- | -- | -- | -- | -- | -- | -- | -- | -- | -- | -- | -- | -- | -- | -- | -- | -- | -- |
| Luogo     | T | C | T | C | T | C | T | C | T | C  | C  | T  | C  | T  | C  | T  | C  | C  | T  | C  | T  | C  | T  | C  | T  | C  | T  | T  | C  | T  | C  | T  | C  | T  |
| Risultato | V | V | N | N | N | V | N | N | V | V  | V  | V  | V  | V  | P  | V  | V  | V  | V  | N  | P  | N  | V  | V  | P  | V  | V  | V  | V  | V  | N  | V  | V  | V  |
| Posizione | 6 | 2 | 4 | 3 | 3 | 2 | 3 | 3 | 3 | 2  | 1  | 1  | 1  | 1  | 1  | 1  | 1  | 1  | 1  | 1  | 1  | 1  | 1  | 1  | 1  | 1  | 1  | 1  | 1  | 1  | 1  | 1  | 1  | 1  |

Legenda:

Luogo: C = Casa; T = Trasferta. Risultato: V = Vittoria; N = Pareggio; P = Sconfitta.

### Statistiche dei giocatori
| Giocatore         | Regionalliga nordest | Regionalliga nordest | Regionalliga nordest | Regionalliga nordest | Spareggi | Spareggi | Spareggi    | Spareggi   | Totale   | Totale | Totale      | Totale     |
| Giocatore         | Presenze             | Reti                 | Ammonizioni          | Espulsioni           | Presenze | Reti     | Ammonizioni | Espulsioni | Presenze | Reti   | Ammonizioni | Espulsioni |
| ----------------- | -------------------- | -------------------- | -------------------- | -------------------- | -------- | -------- | ----------- | ---------- | -------- | ------ | ----------- | ---------- |
| I. Andonov        | 27                   | 7                    | 2                    | 0                    | 1        | 0        | 0           | 0          | 28       | 7      | 2           | 0          |
| J. Balcárek       | 31                   | 3                    | 3                    | 0                    | 4        | 0        | 0           | 0          | 35       | 3      | 3           | 0          |
| L. Bozsik         | 9                    | 0                    | 1                    | 0                    | 3        | 1        | 0           | 0          | 12       | 1      | 1           | 0          |
| D. Ernemann       | 25                   | 1                    | 4                    | 0                    | 4        | 0        | 0           | 1          | 29       | 1      | 4           | 1          |
| R. Finger         | 0                    | 0                    | 0                    | 0                    | 0        | 0        | 0           | 0          | 0        | 0      | 0           | 0          |
| G. Froese         | 2                    | 0                    | 0                    | 0                    | 0        | 0        | 0           | 0          | 2        | 0      | 0           | 0          |
| M. Hein           | 0                    | 0                    | 0                    | 0                    | 0        | 0        | 0           | 0          | 0        | 0      | 0           | 0          |
| L. Heller         | 0                    | 0                    | 0                    | 0                    | 0        | 0        | 0           | 0          | 0        | 0      | 0           | 0          |
| J. Härtel         | 32                   | 8                    | 5                    | 0                    | 4        | 1        | 1           | 0          | 36       | 9      | 6           | 0          |
| M. Kernal         | 1                    | 0                    | 1                    | 0                    | 0        | 0        | 0           | 0          | 1        | 0      | 1           | 0          |
| H. Koilov         | 26                   | 5                    | 7                    | 1                    | 4        | 1        | 1           | 0          | 30       | 6      | 8           | 1          |
| V. Mattera-Iacono | 0                    | 0                    | 0                    | 0                    | 0        | 0        | 0           | 0          | 0        | 0      | 0           | 0          |
| S. Menze          | 34                   | 12                   | 2                    | 1                    | 4        | 0        | 0           | 0          | 38       | 12     | 2           | 1          |
| G. Müller         | 7                    | 0                    | 0                    | 1                    | 0        | 0        | 0           | 0          | 7        | 0      | 0           | 1          |
| R. Nikol          | 34                   | 3                    | 5                    | 0                    | 4        | 0        | 1           | 0          | 38       | 3      | 6           | 0          |
| C. Okeke          | 15                   | 0                    | 0                    | 0                    | 4        | 1        | 0           | 0          | 19       | 1      | 0           | 0          |
| T. Persich        | 31                   | 2                    | 6                    | 0                    | 4        | 1        | 0           | 0          | 35       | 3      | 6           | 0          |
| D. Petrowsky      | 6                    | 0                    | 2                    | 0                    | 0        | 0        | 0           | 0          | 6        | 0      | 2           | 0          |
| D. Popov          | 14                   | 2                    | 1                    | 0                    | 0        | 0        | 0           | 0          | 14       | 2      | 1           | 0          |
| A. Preiksaitis    | 15                   | 1                    | 0                    | 1                    | 3        | 1        | 0           | 0          | 18       | 2      | 0           | 1          |
| I. Schneider      | 3                    | 0                    | 1                    | 0                    | 0        | 0        | 0           | 0          | 3        | 0      | 1           | 0          |
| J. Schwanke       | 27                   | 0                    | 10                   | 0                    | 3        | 0        | 2           | 0          | 30       | 0      | 12          | 0          |
| K. Wehner         | 33                   | 0                    | 1                    | 0                    | 4        | 0        | 0           | 0          | 37       | 0      | 1           | 0          |
| R. Wulnikowski    | 1                    | 0                    | 0                    | 0                    | 0        | 0        | 0           | 0          | 1        | 0      | 0           | 0          |
| A. Zafirov        | 26                   | 2                    | 4                    | 0                    | 3        | 0        | 0           | 0          | 29       | 2      | 4           | 0          |
| M. Zechner        | 33                   | 4                    | 4                    | 1                    | 4        | 0        | 0           | 0          | 37       | 4      | 4           | 1          |
| J. Zöphel         | 28                   | 2                    | 6                    | 0                    | 3        | 0        | 0           | 0          | 31       | 2      | 6           | 0          |
| F. de Souza       | 14                   | 0                    | 2                    | 0                    | 0        | 0        | 0           | 0          | 14       | 0      | 2           | 0          |